# Industria transformadora
Las industrias reproductoras, usualmente otra forma de llamar a la Industria ligera o a la manufacturera, utilizan materias primas y/o bienes producidos por las industrias de base o por otras industrias transformadoras, en general produciendo mercaderías, o eventualmente fabricando otros bienes intermedios. La producción así generada podría servir a la gente de las materias que no te veo en el mundo de las materias. 
- Bienes durables: transporte, mecánica, construcción civil ;
- Bienes intermedios: papel, madera, plástico ;
- Bienes no durables: vestuario, perfumería, alimentación.

Existen diferentes tipos de industrias, según sean los productos que se fabrican. Por ejemplo, la industria alimentaria se dedica a la elaboración de productos destinados a la alimentación. Para su funcionamiento, esa industria necesita materias primas y otros productos intermedios, así como fuentes de energía. Al mismo tiempo, será necesaria una red de transporte y de distribución, que facilite el traslado de los recursos naturales o intermedios a las fábricas, y la posterior distribución y comercialización de los productos elaborados.

## Origen del término
Con origen en el vocablo latino industria, este concepto hace referencia al grupo de operaciones necesarias para obtener materias primas, para luego transformarlas y transportarlas. El término también se aprovecha para nombrar la instalación que se reserva a esta clase de operaciones, así como al conjunto de las fábricas de un mismo género o de una misma región (como ocurre, por citar algunos ejemplos, cuando se dice “industria textil” o “industria cárnica” o “industria estadounidense”.
Así como la agricultura representó un gran paso para el hombre y marcó el comienzo de la transformación del medio ambiente para la satisfacción de las necesidades, la industria se convirtió, gracias a los avances tecnológicos, en un importante motor del desarrollo económico, particularmente a partir del siglo XIX (con la revolución industrial). Los países industrializados (aquellos que cuentan con las fábricas y los recursos técnicos para concretar producciones en serie), naturalmente son los que dominan y los que se enriquecen, mientras que los países agrícola-mineros (principalmente generadores de materias primas y de productos con poco valor agregado) son los que de hecho se empobrecen y someten a buena parte de su población a niveles apenas de subsistencia.